# Boogie for George/Treacle People
Boogie For George/Treacle People è un singolo del gruppo musicale inglese UFO, pubblicato nel 1970.

## Tracce
Lato A
1. Boogie For George (UFO)

Lato B
1. Treacle People (Michael Bolton)